# 寒亭一孔桥
寒亭一孔桥，位于山东省潍坊市寒亭区高里镇，是中华人民共和国山东省文物保护单位之一。
2006年12月7日，授予山东省文物保护单位，是一座古建筑。